# Guadalupe, Mazatán
Guadalupe är en ort i Mexiko.   Den ligger i kommunen Mazatán och delstaten Chiapas, i den sydöstra delen av landet, 900 km sydost om huvudstaden Mexico City. Guadalupe ligger 24 meter över havet och antalet invånare är 352.
Terrängen runt Guadalupe är platt. Runt Guadalupe är det tätbefolkat, med 343 invånare per kvadratkilometer. Närmaste större samhälle är Tapachula, 17,6 km öster om Guadalupe. Trakten runt Guadalupe består till största delen av jordbruksmark.